# Yves Ravenel
Yves Ravenel (* 1965) ist ein Schweizer Politiker (SVP) und Bauer aus dem Kanton Waadt.
Ravenel ist eidg. dipl. Landwirt, verheiratet und Vater zweier Kinder. 1989 wurde er ins Gemeindeparlament, 2004 in die Gemeinderegierung von Trélex gewählt. Von 2012 bis Januar 2020 gehörte Ravenel dem Kantonsparlament (dem Grossen Rat) des Kantons Waadt als Vertreter des Wahlbezirks Nyon an. Dort präsidierte er unter anderem die Justizkommission. Im Juli 2019 wählte ihn der Grosse Rat zum Präsidenten.
Im Januar 2020 wurde bekannt, dass Ravenel im August 2019 wegen häuslicher Gewalt gegen seine Ehefrau zu einer Geldstrafe verurteilt worden war. Dies löste einen politischen Skandal in der Waadt aus. Am 13. Januar 2020 trat Ravenel als Präsident und Mitglied des Grossen Rates zurück.